# Lygropia anaemicalis
Lygropia anaemicalis là một loài bướm đêm trong họ Crambidae.